# Danh sách light novel Blood+
Hai light novel Nhật được tạo ra cho anime Blood+ sản xuất bởi Production I.G và Aniplex. Cái đầu tiên, cũng tên là "Blood+", được viết bởi Ikehata Ryō với sự minh họa của Hashii Chizu, là một loạt bốn volume và là bản thích ứng chính thức với anime. Nó mở rộng các sự kiện của anime và các thông tin nền lớn hơn của cuộc chiến chống lại chiropterans . Vol đầu tiên được phát hành tại Nhật Bản vào ngày 1 tháng 5 năm 2006 bởi Kadokawa Shoten dưới nhãn hiệu Sneaker Bunko chỉ dành cho nam. Các volume còn lại phát hành cứ mỗi bốn tháng cho đến khi vol cuối cùng đã được phát hành vào ngày 1 tháng 5 năm 2007 .
Bản thứ 2, Blood+: Russian Rose, là một loạt hai vol bằng văn bản của Minazuki Karino và minh họa bởi Takagi Ryō. Nó được phát hành cùng một lúc với 'Blood +', với vol đầu tiên phát hành vào ngày 1 tháng 5 năm 2006 và lần thứ hai vào ngày 1 tháng 9 năm 2006. Loạt tiểu thuyết này, xuất bản dưới định hướng của Kadokawa cho phụ nữ nhiều hơn nhãn Bunko Kadokawa thì minh họa chi tiết của cuộc sống của Saya và Hagi vào đầu thế kỷ 20 và cuộc cách mạng Nga .
Cả hai loạt tiểu thuyết đã được cấp phép phát hành bằng tiếng Anh ở Bắc Mỹ bởi Dark Horse Comics. Dark Horse phát hành bản dịch các cuốn cuốn tiểu thuyết Blood + vào ngày 19 tháng 3 năm 2008 .

## Danh sách volume

### Blood+
| - Book One: Okinawa (第一部・沖縄 Dai Ichibu Okinawa) - Part Two (間章 Kai Shō) - Book Two: Vietnam (第二部・ベトナム Dai Nibu Betonamu) - Part Two (終章 Shū Shō) |

| - Book Three: Russia (第三部・ロシア Dai Sanbu Roshia) - Part Two (間章 Kai Shō) - Book Four: The Zoo (第四部・動物園 Dai Yonbu Dōbutsuen) - Part Two (終章 Shū Shō) |

| - Book Five: Paris (第五部・パリ Dai Gobu Pari) - Book Six: London (第六部・ロンドン Dai Rokubu Rondon) - Part Two (終章 Shū Shō) |

| - Book Seven: New York第七部・ニューヨーク (Dai Nanabu Nyū Yōku) - Epilogue: Okinawa (終章・沖縄 Shū Shō Okinawa) - Afterword (あとがき Atogaki) - Commentary (解説 Kaisetsu) |

### Blood+: Russian Rose
| - Chapter 1 (第一章 Dai Ichibu Shō) - Chapter 2 (第一章 Dai Nibu Shō) - Chapter 3 (第一章 Dai Sanbu Shō) - Chapter 4 (第一章 Dai Yonbu Shō) - Chapter 5 (第一章 Dai Gobu Shō) - Afterword (あとがき Atogaki) |

| - Chapter 1 (第一章 Dai Ichibu Shō) - Chapter 2 (第一章 Dai Nibu Shō) - Chapter 3 (第一章 Dai Sanbu Shō) - Chapter 4 (第一章 Dai Yonbu Shō) - Chapter 5 (第一章 Dai Gobu Shō) - Afterword (あとがき Atogaki) |